# Magyarország pókfajainak listája
Az alábbi lista tartalmazza a Magyarországon előforduló, őshonos és megtelepedett, behurcolt, 42 rendszertani családba tartozó 831 pókfajt. A védett fajoknál fel van tüntetve természetvédelmi értékük is.

## Agelenidae (zugpókok)

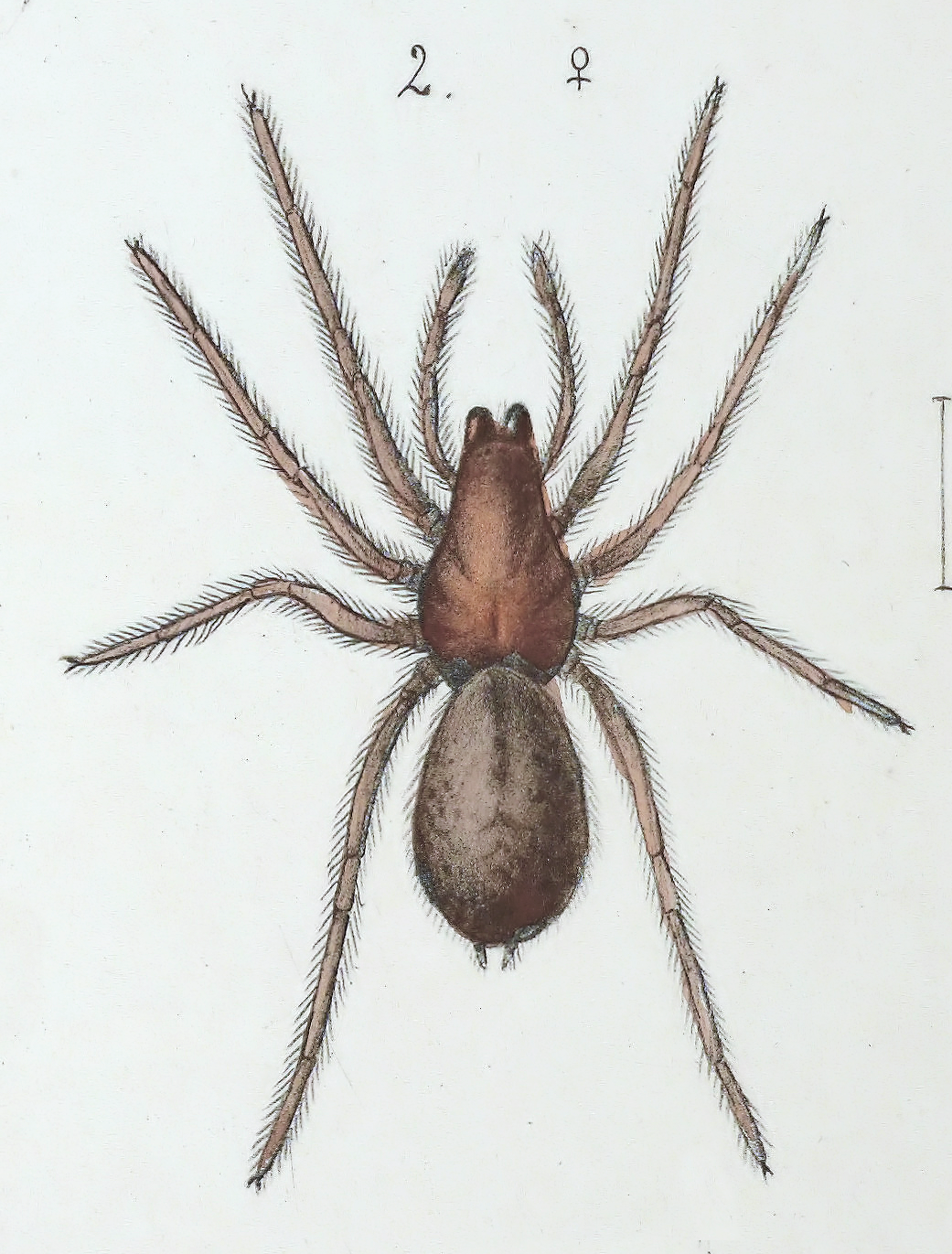
Bányászpók

- Agelena labyrinthica - illó tölcsérpók
- Allagelena gracilens - karcsú tölcsérpók
- Coelotes atropos - bányászpók
- Coelotes solitarius
- Coelotes terrestris
- Eratigena agrestis - réti zugpók
- Eratigena atrica - nagy zugpók
- Histopona luxurians
- Histopona torpida - karcsú zugpók
- Inermocoelotes inermis
- Tegenaria campestris
- Tegenaria domestica - házi zugpók
- Tegenaria ferruginea - hegyi zugpók
- Tegenaria hasperi - ezüstös zugpók
- Tegenaria silvestris - erdei zugpók
- Textrix denticulata - fogas zugpók
- Urocoras longispina

## Amaurobiidae (eretnekpókok)
- Amaurobius erberi - kis eretnekpók
- Amaurobius fenestralis - ablakos eretnekpók
- Amaurobius ferox - nagy eretnekpók
- Amaurobius jugorum
- Amaurobius pallidus
- Callobius claustrarius

## Anapidae (paránypókok)
- Comaroma simoni - páncélos paránypók

## Anyphaenidae (jegyespókok)
- Anyphaena accentuata - jegyespók

## Araneidae	(keresztespókok)

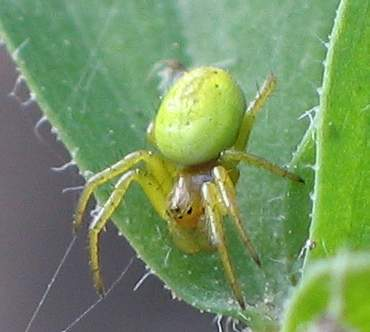
Zöld keresztespók

- Aculepeira armida - déli fehérsávos-keresztespók
- Aculepeira ceropegia - hegyi fehérsávos-keresztespók
- Agalenatea redii - széles keresztespók
- Araneus alsine - hűsölő keresztespók
- Araneus angulatus - vállas keresztespók
- Araneus circe - hamvas keresztespók
- Araneus diadematus - koronás keresztespók
- Araneus grossus - óriás-keresztespók - 5000 Ft
- Araneus marmoreus - márványos keresztespók
- Araneus quadratus - négyes keresztespók
- Araneus sturmi
- Araneus triguttatus - háromfoltos keresztespók
- Araniella alpica
- Araniella cucurbitina - zöld keresztespók
- Araniella displicata
- Araniella inconspicua
- Araniella opisthographa - ötpontos tökkeresztespók
- Argiope bruennichi - darázspók
- Argiope lobata - karéjos keresztespók	- 5000 Ft
- Cercidia prominens - pajzsos keresztespók
- Cyclosa conica - csúcsos keresztespók
- Cyclosa oculata - mediterrán csúcsos-keresztespók
- Cyclosa sierrae -
- Gibbaranea bituberculata - kétcsúcsú keresztespók
- Gibbaranea gibbosa
- Gibbaranea omoeda
- Gibbaranea ullrichi
- Hypsosinga albovittata - fehérjegyű keresztespók
- Hypsosinga heri - csipkés keresztespók
- Hypsosinga pygmaea - törpe keresztespók
- Hypsosinga sanguinea - vérszínű keresztespók
- Larinia bonneti
- Larinia elegans - csinos sápadt-keresztespók
- Larinia jeskovi - nagy sápadt-keresztespók
- Larinioides cornutus - nádi keresztespók
- Larinioides ixobolus
- Larinioides patagiatus - parti keresztespók
- Larinioides sclopetarius - hídi keresztespók
- Larinioides suspicax
- Leviellus stroemi
- Leviellus thorelli
- Mangora acalypha - réti keresztespók
- Neoscona adianta - kökény keresztespók
- Nuctenea umbratica - rés-keresztespók
- Singa hamata - horgas keresztespók
- Singa lucina - ékes keresztespók
- Singa nitidula - fényes keresztespók
- Zilla diodia - ál-keresztespók
- Zygiella atrica -
- Zygiella montana - hegyi keresztespók
- Zygiella x-notata - x-jegyű keresztespók

## Atypidae	(torzpókok)
- Atypus affinis - tölgyes torzpók - 5000 Ft
- Atypus muralis - kövi torzpók - 5000 Ft
- Atypus piceus - szurkos torzpók - 5000 Ft

## Cheiracanthiidae (dajkapókok)
- Cheiracanthium angulitarse
- Cheiracanthium campestre
- Cheiracanthium effossum
- Cheiracanthium elegans
- Cheiracanthium erraticum - csíkos dajkapók
- Cheiracanthium macedonicum
- Cheiracanthium mildei - sárga dajkapók
- Cheiracanthium montanum
- Cheiracanthium oncognathum
- Cheiracanthium pennyi
- Cheiracanthium punctorium - mérges dajkapók
- Cheiracanthium virescens

## Clubionidae (kalitpókok)
- Clubiona alpicola
- Clubiona brevipes
- Clubiona caerulescens - kékes kalitpók
- Clubiona comta - rácsos kalitpók
- Clubiona corticalis
- Clubiona diversa
- Clubiona frutetorum
- Clubiona germanica
- Clubiona juvenis
- Clubiona lutescens
- Clubiona marmorata
- Clubiona neglecta
- Clubiona pallidula - selymes kalitpók
- Clubiona phragmitis - nádi kalitpók
- Clubiona pseudoneglecta
- Clubiona reclusa
- Clubiona rosserae
- Clubiona similis
- Clubiona stagnatilis
- Clubiona subtilis
- Clubiona terrestris
- Clubiona trivialis
- Porrhoclubiona genevensis
- Porrhoclubiona leucaspis

## Cybaeidae	(tárnapókok)
- Cryphoeca silvicola
- Cybaeus angustiarum - tárnapók
- Cybaeus tetricus

## Dictynidae (hamvaspókok)
- Altella hungarica
- Altella orientalis
- Archaeodictyna consecuta
- Argenna patula
- Argenna subnigra
- Argyroneta aquatica - búvárpók - 5000 Ft
- Brigittea civica - városi hamvaspók
- Brigittea latens - fekete hamvaspók
- Brigittea vicina - sávos hamvaspók
- Brommella falcigera
- Dictyna arundinacea - nádi hamvaspók
- Dictyna pusilla - pettyes hamvaspók
- Dictyna szaboi
- Dictyna uncinata
- Emblyna brevidens
- Emblyna mitis
- Lathys humilis
- Lathys stigmatisata
- Nigma flavescens - vöröslő hamvaspók
- Nigma walckenaeri - zöld hamvaspók

## Dysderidae (fojtópókok)
- Dasumia canestrinii
- Dysdera cechica
- Dysdera crocata - sárgás fojtópók
- Dysdera erythrina
- Dysdera hungarica
- Dysdera lata
- Dysdera longirostris
- Dysdera ninnii	- vörösfejű fojtópók
- Dysdera westringi -fojtópók
- Harpactea hombergi - kis rablópók
- Harpactea lepida - csinos fojtópók
- Harpactea rubicunda -vörös rablópók
- Harpactea saeva

## Eresidae (bikapókok)

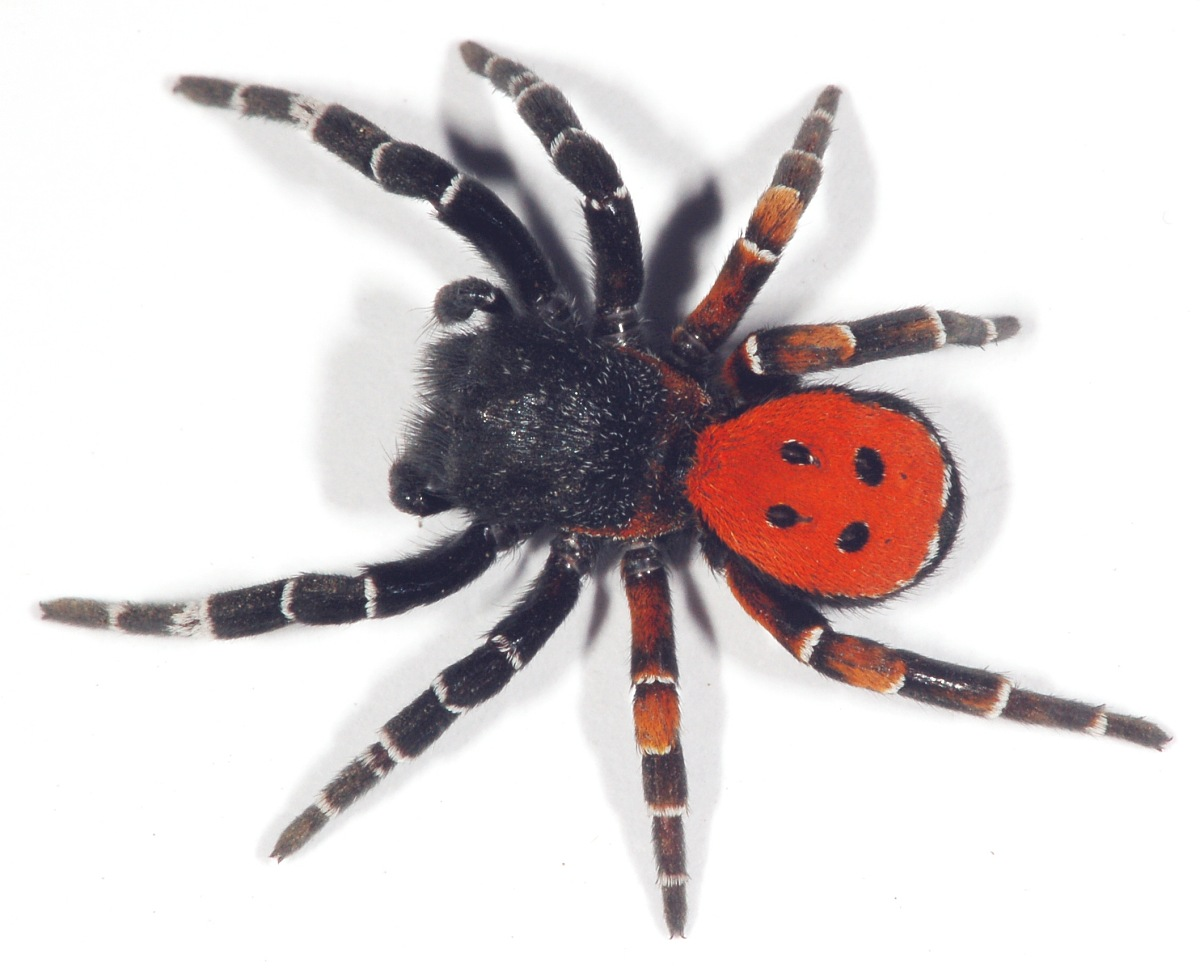
Skarlát bikapók

- Eresus hermani - deres bikapók - 5000 Ft
- Eresus kollari - skarlát bikapók - 5000 Ft
- Eresus moravicus - sárgafejű bikapók - 5000 Ft

## Gnaphosidae (kövipókok)
- Aphantaulax cincta
- Aphantaulax trifasciata - háromfoltos kövipók
- Berlandina cinerea - szürkefoltos kövipók
- Callilepis nocturna - pettyes kövipók
- Callilepis schuszteri - vonalas kövipók
- Civizelotes caucasius
- Civizelotes gracilis
- Civizelotes pygmaeus
- Cryptodrassus hungaricus - magyar kövipók
- Drassodes cupreus
- Drassodes lapidosus - barna kövipók
- Drassodes pubescens
- Drassodes villosus
- Drassodex heeri
- Drassodex hypocrita
- Drassyllus lutetianus
- Drassyllus praeficus
- Drassyllus pumilus
- Drassyllus pusillus
- Drassyllus villicus
- Drassyllus vinealis
- Echemus angustifrons
- Gnaphosa alpica
- Gnaphosa bicolor
- Gnaphosa lucifuga - fekete kövipók
- Gnaphosa lugubris
- Gnaphosa microps
- Gnaphosa modestior
- Gnaphosa mongolica
- Gnaphosa muscorum
- Gnaphosa opaca
- Gnaphosa rufula
- Haplodrassus bohemicus
- Haplodrassus cognatus
- Haplodrassus dalmatensis
- Haplodrassus kulczynskii
- Haplodrassus minor
- Haplodrassus moderatus
- Haplodrassus signifer - patkós kövipók
- Haplodrassus silvestris
- Haplodrassus umbratilis
- Kishidaia conspicua - övespók
- Micaria albovittata
- Micaria coarctata
- Micaria dives - színjátszó pók
- Micaria formicaria
- Micaria fulgens
- Micaria guttulata - cseppes fémpók
- Micaria nivosa
- Micaria pulicaria - ékes fémpók
- Micaria rossica
- Micaria silesiaca
- Micaria sociabilis
- Micaria subopaca
- Nomisia exornata
- Parasyrisca arrabonica - kisalföldi szirtipók
- Phaeocedus braccatus
- Poecilochroa variana
- Scotophaeus blackwalli
- Scotophaeus quadripunctatus
- Scotophaeus scutulatus - kérges kövipók
- Sosticus loricatus
- Trachyzelotes pedestris - vöröslábú gyászpók
- Zelotes aeneus
- Zelotes apricorum
- Zelotes atrocaeruleus
- Zelotes aurantiacus
- Zelotes clivicola
- Zelotes electus - vörösfejű gyászpók
- Zelotes erebeus
- Zelotes exiguus
- Zelotes hermani
- Zelotes latreillei
- Zelotes longipes
- Zelotes mundus
- Zelotes petrensis
- Zelotes segrex
- Zelotes subterraneus - földi gyászpók
- Zelotes tenuis

## Hahniidae	(parány-zugpókok)
- Antistea elegans - apró zugpók
- Cicurina cicur - törpe tárnapók
- Hahnia helveola
- Hahnia nava
- Hahnia ononidum
- Hahnia pusilla
- Hahniharmia picta
- Iberina microphthalma
- Iberina montana
- Mastigusa arietina
- Mastigusa macrophthalma

## Linyphiidae (vitorláspókok)
- Abacoproeces saltuum

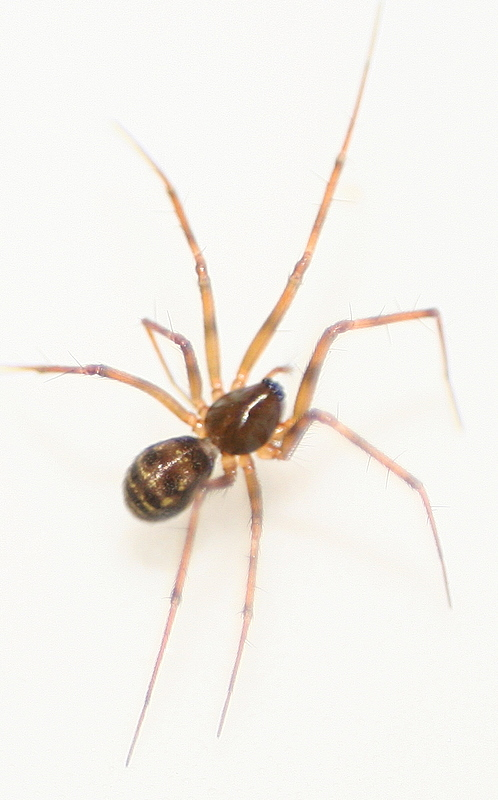
Csinos vitorlapók

- Acartauchenius scurrilis - süvegfejű pók
- Agyneta affinis
- Agyneta fuscipalpa
- Agyneta mollis
- Agyneta rurestris
- Agyneta saxatilis
- Agyneta simplicitarsis
- Allomengea vidua
- Anguliphantes angulipalpis
- Araeoncus anguineus
- Araeoncus crassiceps
- Araeoncus humilis - vágottfejű pók
- Bathyphantes approximatus
- Bathyphantes gracilis
- Bathyphantes nigrinus
- Bathyphantes similis
- Bolyphantes alticeps
- Bolyphantes luteolus
- Canariphantes nanus
- Centromerita bicolor
- Centromerita concinna
- Centromerus albidus
- Centromerus brevipalpus
- Centromerus cavernarum
- Centromerus incilium
- Centromerus lakatnikensis
- Centromerus sellarius
- Centromerus serratus
- Centromerus silvicola
- Centromerus sylvaticus
- Ceratinella brevipes
- Ceratinella brevis
- Ceratinella major
- Ceratinella scabrosa
- Cnephalocotes obscurus
- Dicymbium nigrum
- Dicymbium tibiale
- Diplocephalus alpinus
- Diplocephalus cristatus
- Diplocephalus latifrons
- Diplocephalus permixtus
- Diplocephalus picinus
- Diplostyla concolor - egyszínű vitorlapók
- Dismodicus bifrons
- Dismodicus elevatus
- Donacochara speciosa
- Drapetisca socialis - tüskésszájú vitorlapók
- Entelecara acuminata - toronyfejű pók
- Entelecara congenera
- Entelecara flavipes
- Entelecara omissa
- Erigone atra
- Erigone dentipalpis - hosszúkezű pók
- Erigonella ignobilis
- Erigonoplus globipes - dagadtlábú pók
- Floronia bucculenta - pettyes vitorlapók
- Formiphantes lephthyphantiformis
- Frontinellina frutetorum - bokor vitorláspók
- Glyphesis servulus
- Glyphesis taoplesius
- Gnathonarium dentatum
- Gonatium hilare
- Gonatium paradoxum
- Gonatium rubellum - vastagkezű pók
- Gonatium rubens
- Gongylidiellum edentatum
- Gongylidiellum latebricola
- Gongylidiellum murcidum
- Gongylidium rufipes
- Helophora insignis
- Hylyphantes graminicola
- Hylyphantes nigritus
- Hypomma bituberculatum
- Hypomma cornutum
- Hypomma fulvum
- Improphantes geniculatus
- Incestophantes crucifer
- Ipa keyserlingi - hatpettyes vitorlapók
- Jacksonella falconeri
- Kaestneria dorsalis
- Kaestneria pullata
- Labulla thoracica
- Lasiargus hirsutus
- Lepthyphantes leprosus - csinos vitorlapók
- Lepthyphantes minutus
- Linyphia hortensis - kerti vitorlapók
- Linyphia tenuipalpis
- háromszöges vitorlapók - Linyphia triangularis -
- Lophomma punctatum
- Macrargus rufus
- Mansuphantes mansuetus
- Maro minutus
- Maso sundevalli
- Mecopisthes peusi
- Mecopisthes silus
- Megalepthyphantes collinus
- Megalepthyphantes nebulosus
- Megalepthyphantes pseudocollinus
- Mermessus trilobatus
- Metopobactrus ascitus
- Metopobactrus deserticola
- Metopobactrus prominulus
- Micrargus herbigradus
- Micrargus laudatus
- Micrargus subaequalis
- Microlinyphia impigra
- Microlinyphia pusilla - apró vitorlapók
- Microneta viaria
- Minicia marginella - gombafejű pók
- Minyriolus pusillus
- Moebelia penicillata
- Mughiphantes mughi
- Nematogmus sanguinolentus
- Neriene clathrata - rácsozott vitorlapók
- Neriene emphana - címeres vitorlapók
- Neriene furtiva
- Neriene montana - hegyi vitorláspók
- Neriene peltata - sávos vitorlapók
- Neriene radiata - szegélyes vitorláspók
- Oedothorax agrestis
- Oedothorax apicatus - búbosfejű pók
- Oedothorax fuscus
- Oedothorax gibbosus
- Oedothorax retusus
- Oryphantes angulatus
- Ostearius melanopygius
- Palliduphantes alutacius
- Palliduphantes insignis
- Palliduphantes istrianus
- Palliduphantes liguricus
- Palliduphantes pallidus
- Palliduphantes pillichi
- Panamomops affinis
- Panamomops fagei
- Panamomops latifrons
- Panamomops mengei
- Panamomops sulcifrons
- Pelecopsis elongata
- Pelecopsis loksai
- Pelecopsis mengei
- Pelecopsis parallela
- Pelecopsis radicicola
- Peponocranium orbiculatum
- Pityohyphantes phrygianus
- Pocadicnemis juncea
- Pocadicnemis pumila
- Poeciloneta variegata
- Porrhomma convexum
- Porrhomma errans
- Porrhomma microphthalmum
- Porrhomma montanum
- Porrhomma oblitum
- Porrhomma profundum
- Porrhomma pygmaeum - barlangi pók
- Porrhomma rosenhaueri
- Prinerigone vagans - tüskésfejű pók
- Saloca diceros
- Saloca kulczynskii
- Sauron rayi'
- Silometopus ambiguus
- Silometopus bonessi
- Silometopus elegans
- Silometopus reussi
- Sintula corniger
- Sintula retroversus
- Sintula spiniger
- Stemonyphantes lineatus - vonalas vitorlapók
- Styloctetor compar
- Styloctetor romanus
- Syedra gracilis
- Tallusia experta
- Tallusia vindobonensis
- Tapinocyba affinis
- Tapinocyba insecta
- Tapinocyba pallens
- Tapinocyboides pygmaeus
- Tapinopa longidens
- Taranucnus setosus
- Tenuiphantes alacris
- Tenuiphantes cristatus
- Tenuiphantes flavipes
- Tenuiphantes mengei
- Tenuiphantes tenebricola
- Tenuiphantes tenuis
- Tenuiphantes zimmermanni
- Theonina cornix
- Theonina kratochvili
- Thyreosthenius biovatus
- Thyreosthenius parasiticus
- Tiso aestivus
- Tiso vagans
- Trematocephalus cristatus
- Trichoncoides piscator
- Trichoncus affinis
- Trichoncus auritus
- Trichoncus hackmani
- Trichoncus scrofa
- Trichoncyboides simoni
- Trichopterna cito
- Trichopternoides thorelli
- Troglohyphantes noricus
- Troxochrus scabriculus
- Typhochrestus digitatus
- Walckenaeria acuminata - pálcafejű pók
- Walckenaeria alticeps
- Walckenaeria antica
- Walckenaeria atrotibialis
- Walckenaeria capito - kettősfejű pók
- Walckenaeria corniculans
- Walckenaeria cucullata
- Walckenaeria cuspidata
- Walckenaeria dysderoides
- Walckenaeria furcillata
- Walckenaeria incisa
- Walckenaeria kochi
- Walckenaeria mitrata
- Walckenaeria nodosa
- Walckenaeria nudipalpis
- Walckenaeria obtusa
- Walckenaeria simplex
- Walckenaeria unicornis
- Walckenaeria vigilax

## Liocranidae (avarpókok)
- Agroeca brunnea - barna avarpók
- Agroeca cuprea
- Agroeca lusatica
- Agroeca proxima
- Apostenus fuscus
- Liocranoeca striata
- Liocranum rupicola
- Sagana rutilans - csillogó avarpók
- Scotina celans
- Sestakovaia annulipes

## Lycosidae (farkaspókok)
- Acantholycosa lignaria
- Alopecosa aculeata

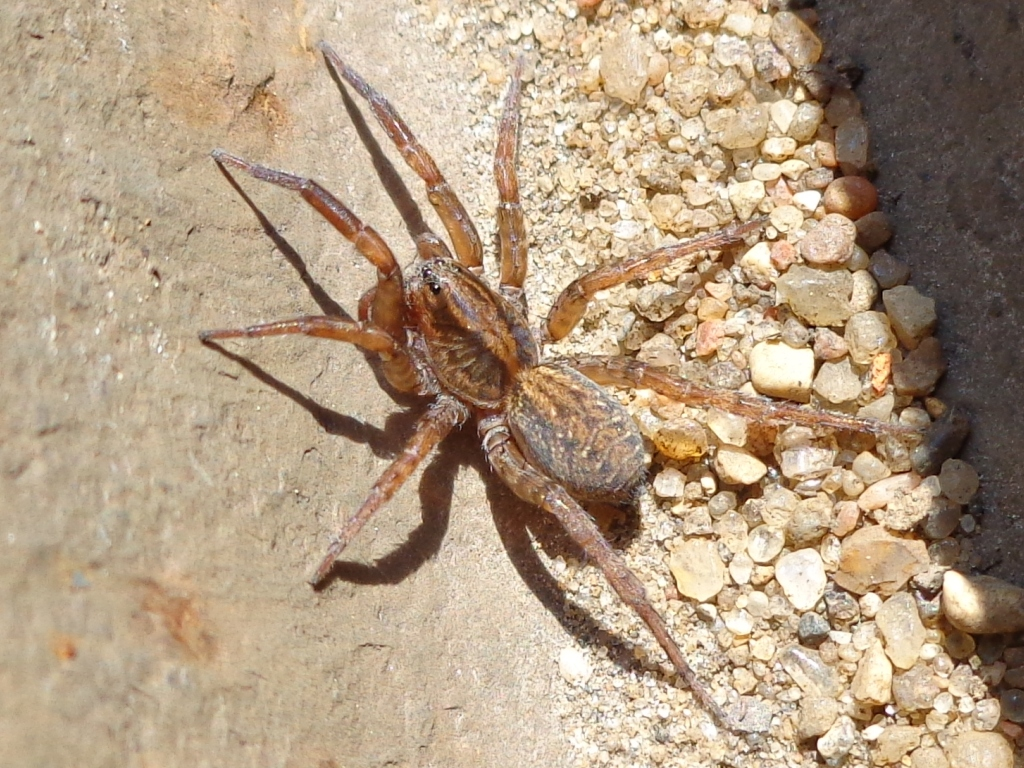
Földi farkaspók

- Alopecosa cuneata - dagadtlábú farkaspók
- Alopecosa cursor
- Alopecosa fabrilis
- Alopecosa farinosa
- Alopecosa inquilina
- Alopecosa mariae
- Alopecosa psammophila
- Alopecosa pulverulenta
- Alopecosa schmidti
- Alopecosa solitaria
- Alopecosa striatipes
- Alopecosa sulzeri
- Alopecosa trabalis - lándzsás farkaspók
- Arctosa cinerea - szürke farkaspók
- Arctosa figurata
- Arctosa leopardus
- Arctosa lutetiana
- Arctosa maculata
- Arctosa perita - tarka farkaspók
- Aulonia albimana - fehérkezű farkaspók
- Geolycosa vultuosa - pokoli cselőpók - 5000 Ft
- Hogna radiata - réti farkaspók
- Hygrolycosa rubrofasciata
- Lycosa singoriensis - szongáriai cselőpók - 5000 Ft
- Pardosa agrestis - pusztai farkaspók
- Pardosa agricola
- Pardosa alacris - sárgafoltos gyászfarkaspók
- Pardosa amentata - parti farkaspók
- Pardosa bifasciata
- Pardosa cribrata
- Pardosa hortensis
- Pardosa lugubris - gyászfarkaspók
- Pardosa maisa
- Pardosa monticola
- Pardosa morosa
- Pardosa nebulosa
- Pardosa paludicola
- Pardosa palustris
- Pardosa prativaga
- Pardosa proxima
- Pardosa pullata
- Pardosa riparia
- Pardosa sphagnicola
- Pardosa vittata
- Pirata piraticus - rabló kalózpók
- Pirata piscatorius
- Pirata tenuitarsis
- Piratula hygrophila - lápi kalózpók
- Piratula knorri
- Piratula latitans - kis kalózpók
- Piratula uliginosa
- Trebacosa europaea - európai álkalózpók - 10 000 Ft
- Trochosa robusta
- Trochosa ruricola - mezei farkaspók
- Trochosa spinipalpis
- Trochosa terricola - földi farkaspók
- Xerolycosa miniata
- Xerolycosa nemoralis

## Mimetidae	(bütyköspókok)
- Ero aphana - nagy bütyköspók
- Ero cambridgei
- Ero furcata - kis bütyköspók
- Ero tuberculata - közönséges bütyköspók
- Mimetus laevigatus

## Miturgidae (párducpókok)

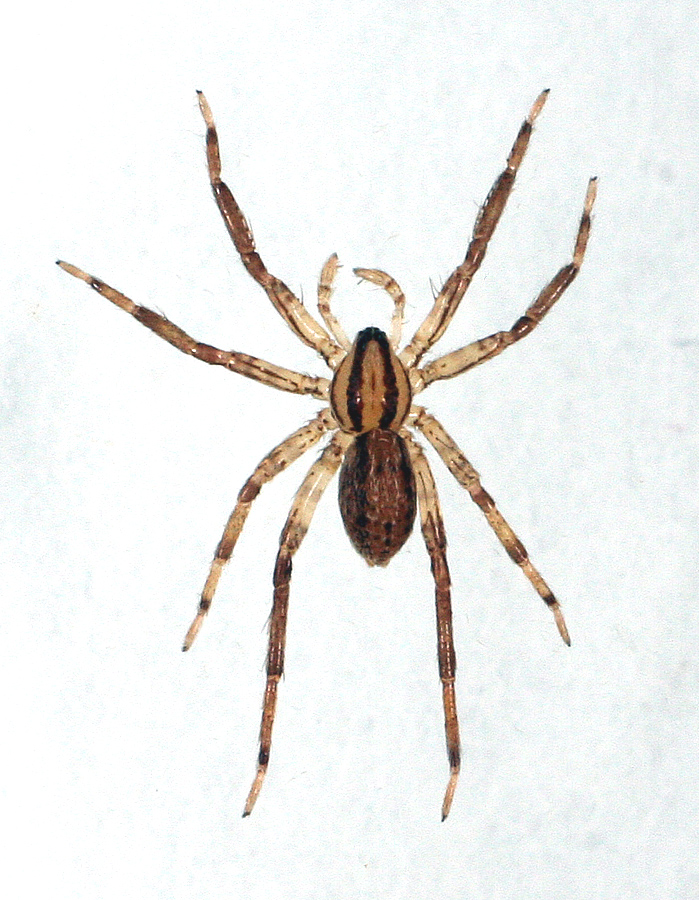
Párducpók

- Zora armillata
- Zora manicata
- Zora nemoralis - ligeti párducpók
- Zora parallela
- Zora pardalis
- Zora silvestris - erdei párducpók
- Zora spinimana - párducpók

## Mysmenidae (gömbhálóspókok)
- Microdipoena jobi - lápi gömbhálóspók

## Nemesiidae (aknászpókok)
- Nemesia budensis  - 10000 Ft
- Nemesia pannonica - magyar aknászpók - 10000 Ft

## Nesticidae (takácspókok)
- Kryptonesticus eremita
- Nesticella mogera
- Nesticus cellulanus - takácspók

## Oecobiidae
- Oecobius maculatus

## Oonopidae
- Oonops pulcher
- Triaeris stenaspis

## Oxyopidae	(hiúzpókok)
- Oxyopes heterophthalmus - homoki hiúzpók
- Oxyopes lineatus
- Oxyopes ramosus

## Philodromidae	(fürgekarolópókok)
- Philodromus albidus
- Philodromus aureolus - aranyos fürgekarolópók
- Philodromus buchari
- Philodromus buxi
- Philodromus cespitum
- Philodromus collinus
- Philodromus dispar - lomb karolópók
- Philodromus emarginatus - tigris karolópók
- Philodromus fuscomarginatus - erdeifenyő-fürgekarolópók
- Philodromus longipalpis
- Philodromus margaritatus - bükkfa-fürgekarolópók
- Philodromus marmoratus
- Philodromus poecilus - cifra karolópók
- Philodromus praedatus
- Philodromus rufus
- Pulchellodromus ruficapillus
- Rhysodromus fallax
- Rhysodromus histrio
- Thanatus arenarius
- Thanatus atratus
- Thanatus formicinus - bársonysávos karolópók
- Thanatus pictus
- Thanatus sabulosus
- Thanatus striatus
- Thanatus vulgaris
- Tibellus macellus
- Tibellus maritimus
- Tibellus oblongus - sovány karolópók

## Pholcidae	(álkaszáspókok)
- Holocnemus pluchei - márványos álkaszáspók
- Hoplopholcus forskali - mintás álkaszáspók
- Pholcus opilionoides - kis álkaszáspók
- Pholcus phalangioides - nagy álkaszáspók
- Psilochorus simoni
- Spermophora senoculata - sápadt álkaszáspók

## Phrurolithidae
- Phrurolithus festivus - sziklapók
- Phrurolithus minimus
- Phrurolithus pullatus
- Phrurolithus szilyi

## Pisauridae (csodáspókok)
- Dolomedes fimbriatus - szegélyes vidrapók - 5000 Ft
- Dolomedes plantarius - parti vidrapók - 5000 Ft
- Pisaura mirabilis - csodáspók

## Salticidae (ugrópókok)
- Aelurillus m-nigrum
- Aelurillus v-insignitus - v-jelű macskapók
- Afraflacilla epiblemoides
- Asianellus festivus - macskapók
- Attulus caricis
- Attulus distinguendus
- Attulus dzieduszyckii
- Attulus floricola - viráglakó ugrópók
- Attulus inexpectus
- Attulus penicillatus
- Attulus pubescens - bozontos ugrópók
- Attulus rupicola
- Attulus saltator
- Attulus zimmermanni
- Ballus chalybeius - döcögő pók
- Ballus rufipes
- Carrhotus xanthogramma - rozsdás ugrópók
- Chalcoscirtus nigritus
- Dendryphantes rudis - fenyő ugrópók
- Euophrys frontalis - háromszöges ugrópók
- Euophrys herbigrada
- Evarcha arcuata - íves ugrópók
- Evarcha falcata - közönséges ugrópók
- Evarcha jucunda
- Evarcha laetabunda
- Hasarius adansoni
- Heliophanus aeneus
- Heliophanus auratus - aranyos ugrópók
- Heliophanus cupreus - rezes ugrópók
- Heliophanus dubius
- Heliophanus flavipes - fémes ugrópók
- Heliophanus kochii - négypettyes ugrópók
- Heliophanus lineiventris
- Heliophanus patagiatus
- Heliophanus simplex - egyszerű ugrópók
- Heliophanus tribulosus
- Icius subinermis
- Leptorchestes berolinensis - fekete hangyautánzópók
- Macaroeris nidicolens - fészkes ugrópók
- Marpissa muscosa - mohos ugrópók
- Marpissa nivoyi - dudva ugrópók
- Marpissa pomatia
- Marpissa radiata - sugaras ugrópók
- Mendoza canestrinii - mediterrán nádiugrópók
- Myrmarachne formicaria - nagy hangyautánzópók
- Neon pictus
- Neon rayi
- Neon reticulatus - recés ugrópók
- Neon valentulus
- Pellenes nigrociliatus - csigás ugrópók
- Pellenes tripunctatus - keresztes ugrópók
- Philaeus chrysops - piros ugrópók
- Phintella castriesiana - drávai ugrópók
- Phlegra cinereofasciata
- Phlegra fasciata - sávos ugrópók
- Pseudeuophrys erratica
- Pseudeuophrys lanigera - szobai ugrópók
- Pseudeuophrys obsoleta - barna ugrópók
- Pseudeuophrys vafra
- Pseudicius encarpatus - kéregugrópók
- Pseudomogrus vittatus
- Saitis tauricus
- Salticus cingulatus - foltos ugrópók
- Salticus scenicus - színészpók
- Salticus unicolor
- Salticus zebraneus - zebra ugrópók
- Sibianor aurocinctus
- Sittisax saxicola
- Synageles hilarulus
- Synageles subcingulatus
- Synageles venator - kis hangyautánzópók
- Talavera aequipes
- Talavera aperta
- Talavera milleri
- Talavera monticola
- Talavera parvistyla
- Talavera petrensis
- Talavera thorelli
- Yllenus arenarius
- Yllenus horvathi - pannon dűneugrópók

## Scytodidae (csupaszpókok)

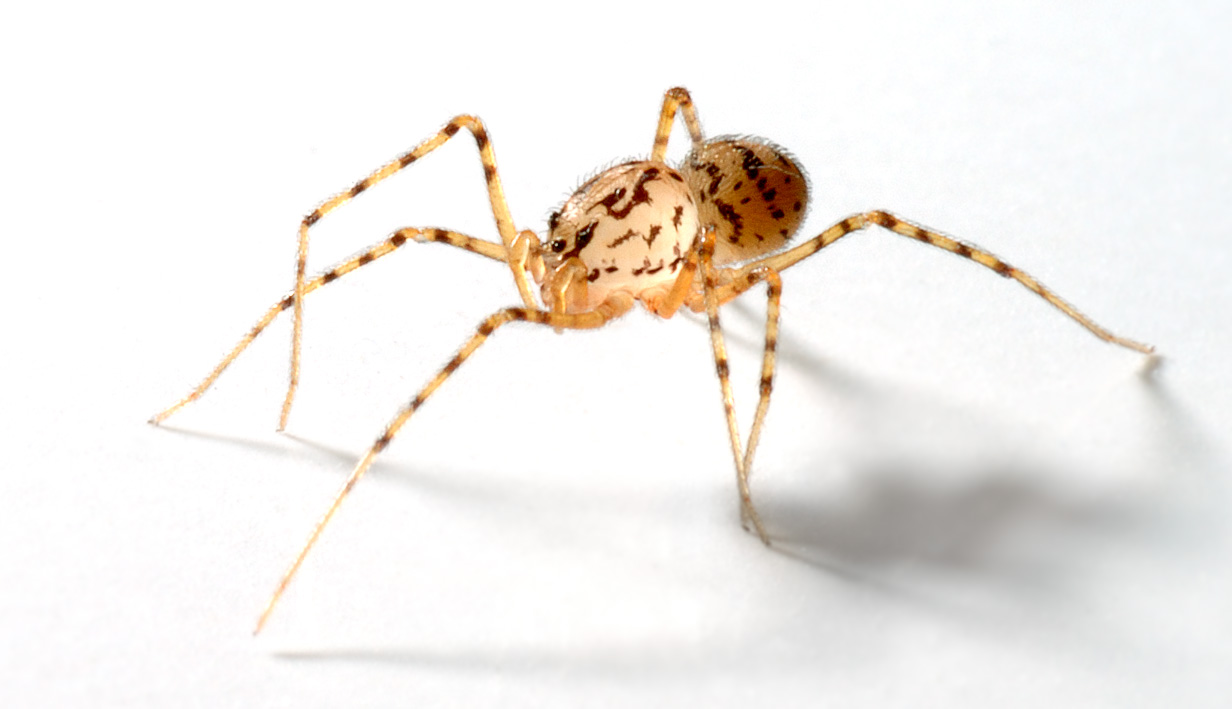
Csupaszpók

- Scytodes thoracica - csupaszpók

## Segestriidae (darócpókok)
- Segestria bavarica - bajor darócpók
- Segestria florentina - olasz darócpók
- Segestria senoculata - közönséges darócpók

## Sparassidae (hunyópókok)
- Micrommata virescens - hunyópók

## Tetragnathidae (állaspókok)
- Meta menardi - barlangi keresztespók
- Metellina mengei
- Metellina merianae - rejtett keresztespók
- Metellina segmentata - gyűrűs keresztespók
- Pachygnatha clercki
- Pachygnatha degeeri
- Pachygnatha listeri
- Tetragnatha dearmata
- Tetragnatha extensa - közönséges állaspók
- Tetragnatha montana - hegyi állaspók
- Tetragnatha nigrita - fekete állaspók
- Tetragnatha obtusa
- Tetragnatha pinicola
- Tetragnatha reimoseri - farkos állaspók - 5000 Ft
- Tetragnatha shoshone - rejtett állaspók - 5000 Ft
- Tetragnatha striata - nádi állaspók - 5000 Ft

## Theridiidae (törpepókok)
- Anelosimus pulchellus
- Anelosimus vittatus
- Asagena meridionalis
- Asagena phalerata
- Chrysso nordica
- Coleosoma floridanum
- Crustulina guttata
- Crustulina sticta
- Cryptachaea riparia
- Dipoena braccata - fekete törpepók
- Dipoena erythropus
- Dipoena melanogaster - feketehasú törpepók
- Dipoena nigroreticulata
- Dipoena torva
- Enoplognatha latimana
- Enoplognatha mandibularis
- Enoplognatha mordax
- Enoplognatha oelandica
- Enoplognatha ovata - vonalas törpepók
- Enoplognatha serratosignata
- Enoplognatha thoracica
- Episinus angulatus
- Episinus maculipes
- Episinus truncatus - csonka törpepók
- Euryopis flavomaculata
- Euryopis laeta
- Euryopis quinqueguttata
- Euryopis saukea
- Heterotheridion nigrovariegatum - fehér törpepók
- Kochiura aulica
- Lasaeola coracina
- Lasaeola prona
- Lasaeola tristis
- Neottiura bimaculata - dudva törpepók
- Neottiura suaveolens
- Paidiscura pallens - sápadt törpepók
- Parasteatoda lunata - holdas törpepók
- Parasteatoda simulans
- Parasteatoda tepidariorum - üvegházi törpepók
- Pholcomma gibbum
- Phycosoma inornatum
- Phylloneta impressa - kóró-törpepók
- Phylloneta sisyphia - testvér-törpepók
- Platnickina tincta - öves törpepók
- Robertus arundineti
- Robertus lividus
- Robertus neglectus
- Rugathodes bellicosus
- Rugathodes instabilis
- Sardinidion blackwalli
- Simitidion simile
- Steatoda albomaculata - koszorús törpepók
- Steatoda bipunctata - kétpettyes faggyúpók
- Steatoda castanea - közönséges faggyúpók
- Steatoda grossa - nagy faggyúpók
- Steatoda triangulosa - háromszöges faggyúpók
- Theridion familiare
- Theridion hemerobium
- Theridion melanurum - fűrészes törpepók
- Theridion mystaceum
- Theridion pictum - tarka törpepók
- Theridion pinastri - fenyő törpepók
- Theridion uhligi
- Theridion varians - változó törpepók

## Theridiosomatidae	(törpe-keresztespókok)

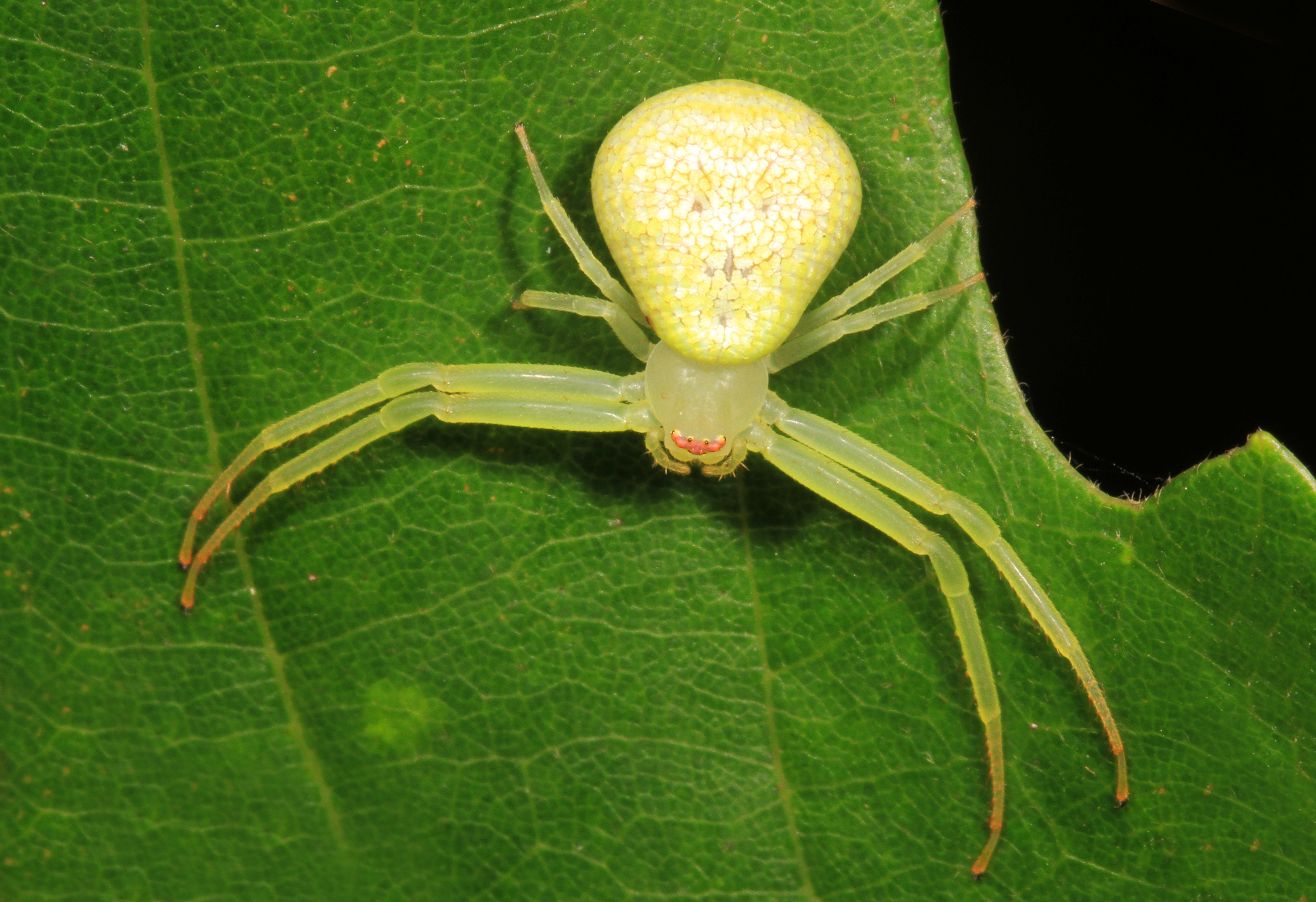
Viráglakó karolópók

- Theridiosoma gemmosum

## Thomisidae (karolópókok)
- Bassaniana baudueri
- Bassaniodes graecus
- Bassaniodes robustus - vaskos karolópók
- Coriarachne depressa
- Cozyptila blackwalli
- Diaea dorsata - címeres karolópók
- Diaea livens - tölgylevél-karolópók
- Ebrechtella tricuspidata - alakoskodó karolópók
- Heriaeus graminicola - réti borzaskarolópók
- Heriaeus hirtus - bozontos karolópók
- Heriaeus oblongus
- Misumena vatia - viráglakó karolópók
- Ozyptila atomaria - kerti karolópók
- Ozyptila brevipes
- Ozyptila claveata
- Ozyptila praticola - földi karolópók
- Ozyptila pullata
- Ozyptila rauda
- Ozyptila sanctuaria
- Ozyptila scabricula
- Ozyptila simplex
- Ozyptila trux
- Pistius truncatus - csonka karolópók
- Psammitis ninnii
- Psammitis sabulosus
- Runcinia grammica - peremesfejű karolópók
- Spiracme striatipes - csíkoslábú karolópók
- Synema globosum - fekete-sárga karolópók
- Synema ornatum - kutyatej-karolópók
- Thomisus onustus - fehér karolópók
- Tmarus piger - csúcsos karolópók
- Tmarus stellio
- Xysticus acerbus
- Xysticus audax
- Xysticus bifasciatus
- Xysticus cristatus - tarajos karolópók
- Xysticus erraticus
- Xysticus gallicus
- Xysticus kempeleni
- Xysticus kochi - közönséges karolópók
- Xysticus lanio
- Xysticus lendli
- Xysticus lineatus
- Xysticus luctator - rozsdás karolópók
- Xysticus luctuosus
- Xysticus marmoratus
- Xysticus ulmi - cserje-karolópók

## Titanoecidaemészpókok
- Pandava laminata
- Titanoeca quadriguttata
- Titanoeca schineri - kétpettyes mészpók
- Titanoeca spominima
- Titanoeca tristis
- Titanoeca veteranica

## Trachelidae
- Cetonana laticeps
- Paratrachelas maculatus

## Uloboridae (derespókok)
- Hyptiotes paradoxus - furcsapók
- Uloborus plumipes - pamatoslábú derespók
- Uloborus walckenaerius - derespók

## Zodariidae (búvópókok)
- Zodarion germanicum
- Zodarion rubidum
- Zodarion zorba

## Zoropsidae
- Zoropsis spinimana - tüskéskezű álfarkaspók